# Bit för bit (radioprogram)
Bit för bit var ett radioprogram i Sveriges Radio P2 2012-2016, som från början hette Bit för bit med Loa och leddes av Loa Falkman tillsammans med domare Bodil Asketorp. Det var en musikfrågesport, med tonvikt på klassisk musik. Programmet sändes första gången sommaren 2012 och återkom sedan varje sommar. År 2015 tog Pia Johansson över som programledare och ledde det även året därpå, varefter programmet lades ned.